# 56 (liczba)
56 (pięćdziesiąt sześć) – liczba naturalna następująca po 55 i poprzedzająca 57.

## 56 w nauce
- liczba atomowa baru
- obiekt na niebie Messier 56
- galaktyka NGC 56
- planetoida (56) Melete

## 56 w kalendarzu
56. dniem w roku jest 25 lutego.
Zobacz też co wydarzyło się w 56 roku n.e.